# Enter the Moonlight Gate
Enter the Moonlight Gate drugi je studijski album švedskog black metal-sastava Lord Belial. Album je 24. ožujka 1997. godine objavila diskografska kuća No Fashion Records. 

## O albumu
Pjesma "Realm of a Thousand Burning Souls (Part I)", koja je osma te ujedno i posljednja pjesma na albumu, prvi je dio konceptualnog ciklusa od dvije pjesme; druga se pjesma, "And Heaven Eternally Burns (Realm of a Thousand Burning Souls Part II)", pojavljuje na idućem studijskom albumu Unholy Crusade. 
Grčka je diskografska kuća Floga Records 2014. godine ponovno objavila album, objavljujući ga po prvi put u vinilnoj inačici; ovo je izdanje bilo ograničeno na 500 primjeraka te je omot albuma bio djelomično prerađen.

## Popis pjesama
Tekstovi i glazba: Lord Belial, osim pjesme "Forlorn in Silence" koju su napisali Dark i Vassago. 
| 1.    | »Enter the Moonlight Gate«                   | 5:12  |
| 2.    | »Unholy Spell of Lilith«                     | 6:42  |
| 3.    | »Path with Endless Horizons«                 | 5:56  |
| 4.    | »Lamia«                                      | 4:54  |
| 5.    | »Black Winter Blood-bath«                    | 4:56  |
| 6.    | »Forlorn in Silence«                         | 3:50  |
| 7.    | »Belial - Northern Prince of Evil«           | 3:19  |
| 8.    | »Realm of a Thousand Burning Souls (Part I)« | 20:04 |
| 54:53 |                                              |       |

## Zasluge
| Lord Belial - Bloodlord – bas-gitara - Sin – bubnjevi - Dark – gitara, vokali, produkcija, miksanje, mastering - Vassago – gitara, vokali, produkcija, miksanje, mastering Dodatni glazbenici - Marielle Andersson – vokali - Catharina Jacobsson – flauta - Jelena Almvide – violončelo | Ostalo osoblje - Fredrik Nordström – produkcija, miksanje - Torbjorn Jorgensen – naslovnica - Göran Finnberg – mastering |